# Bundessöhne
Die Bundessöhne (syrisch ܒܢܝ ܩܝܡܐ bnay qyāmâ) waren eine dem Mönchtum ähnliche Gemeinschaft innerhalb der syrischen Kirche des 4. Jahrhunderts, die asketisches Leben mit aktiver sozialer und kirchenpolitischer Tätigkeit verbanden. Askese und Ehelosigkeit waren Voraussetzungen, um zu dieser Gruppe, die das kirchliche Leben bestimmte, zugelassen zu werden. Bestehende Ehen wurden aufgehoben:

„Die Frau ist verpflichtet, mit Frauen zu leben,

der Mann soll mit Männern leben

und wenn ein Mann in Heiligkeit sein will,

dann soll seine Ehefrau nicht mit ihm leben,

damit er nicht zu seiner früheren Natur zurückkehrt

und für einen Ehebrecher angesehen wird.“

Zu dieser Gruppe gehörten die syrischen Kirchenschriftsteller Aphrahat und Ephräm der Syrer.